# Sertaneja
Sertaneja är en kommun i Brasilien.   Den ligger i delstaten Paraná, i den södra delen av landet, 900 km söder om huvudstaden Brasília. Antalet invånare är 5 817.
Trakten runt Sertaneja består till största delen av jordbruksmark. Runt Sertaneja är det ganska glesbefolkat, med 23 invånare per kvadratkilometer.